# Festival Verdi

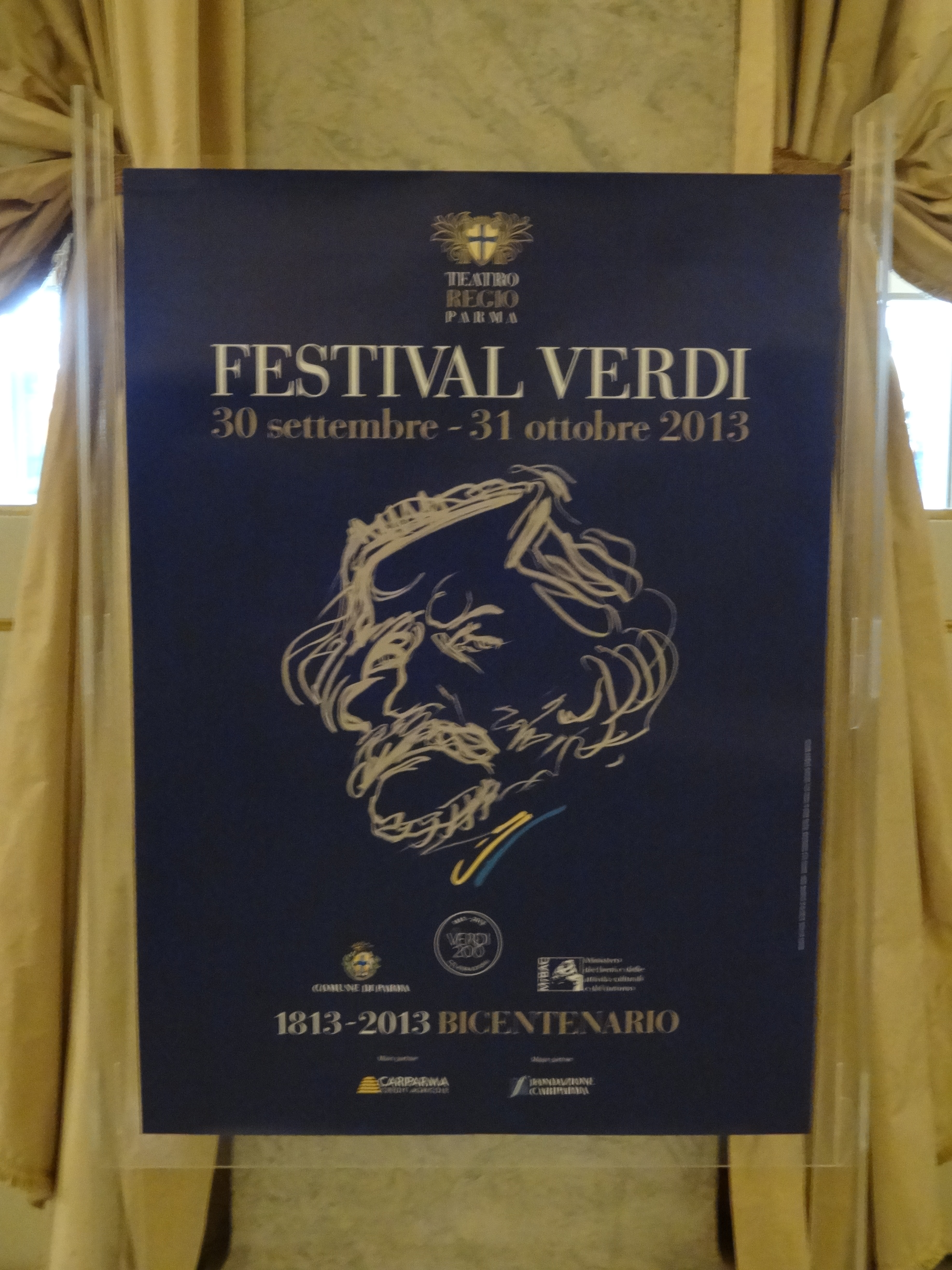
Poster im Foyer des Teatro Regio in Parma anlässlich des Festival Verdi 2013

Das Festival Verdi ist ein italienisches Opernfestival zu Ehren des Komponisten Giuseppe Verdi.

## Ort

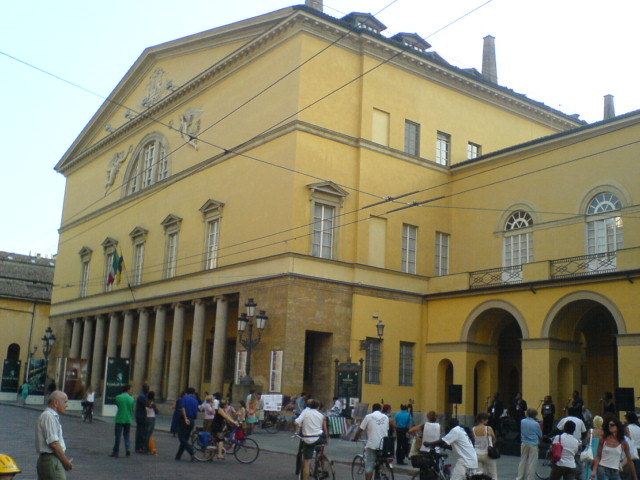
Veranstaltungsort des Festival Verdi: das Teatro Regio in Parma

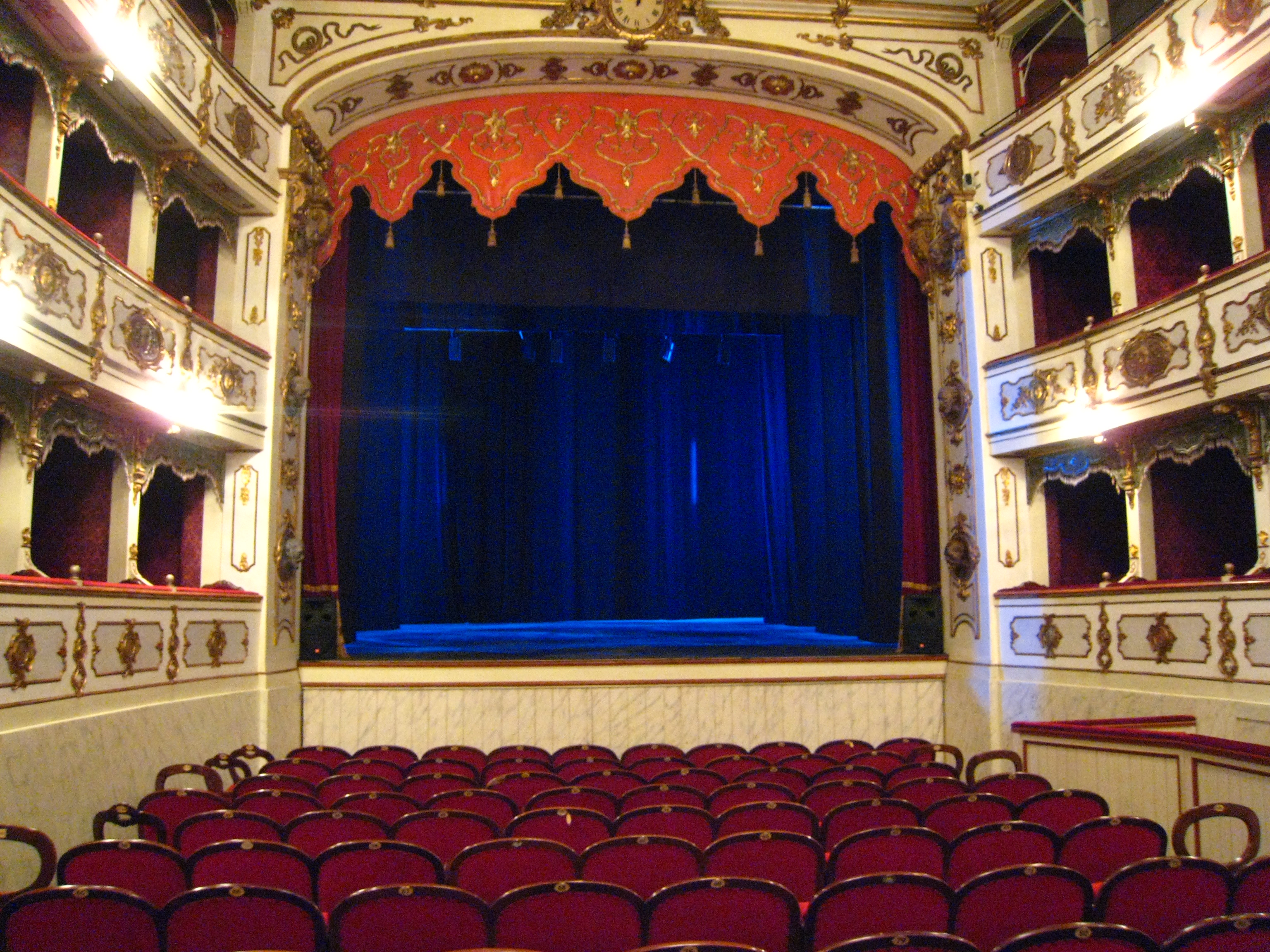
Veranstaltungsort des Festival Verdi: das Teatro Giuseppe Verdi in Busseto

Das Festival findet jährlich im Teatro Regio in Parma, im Teatro Giuseppe Verdi in Busseto sowie an weiteren Spielstätten der „Terra di Verdi“ in der Emilia-Romagna, wie Reggio nell’Emilia, Fidenza, Fontanellato, Fontevivo und Torrechiara, statt.

## Geschichte
Das Festival wurde 1989 gegründet und fand zunächst bis 1993 statt. Im Jahr 2001 wurde es anlässlich der Feiern zum 100. Todestag von Giuseppe Verdi neu belebt und jedes Jahr zunächst im Spätfrühjahr durchgeführt. Seit 2007 findet es im Oktober, dem Geburtsmonat des Komponisten, statt.
Beim Festival werden einen Monat lang nicht nur die Opern Verdis an den verschiedenen Spielstätten aufgeführt, sondern es gibt auch Konzerte, Rezitals, Ausstellungen, Konferenzen und Lesungen mit Bezug zu dem italienischen Musiker.
Von Anfang an haben viele bekannte Künstler beim Festival mitgewirkt, darunter Bruno Bartoletti, Riccardo Chailly, Daniele Gatti, Lorin Maazel, Zubin Mehta, Riccardo Muti, Daniel Oren, Antonio Pappano und Yuri Temirkanov.
Neue Impulse durch ungewöhnliche Inszenierungen und hervorragende Sänger hat das Festival Verdi durch die Intendantin des Teatro Regio in Parma, Anna Maria Meo, erhalten. Sie hat neben den kostenpflichtigen Opernaufführungen und Konzertveranstaltungen mit „Verdi Off“ zudem ein kostenloses Rahmenprogramm eingeführt.
„Täglich um 13 Uhr öffnet sich im Teatro Regio ein Fenster und eine Sängerin schmettert eine Arie, was kurzzeitig den Verkehr zum Erliegen bringt. Es gibt einen Open-Air-Marathon aller lokalen Chöre und viele Bürger öffnen ihre Privatwohnungen für Kurzkonzerte.“
Seit 2016 wird außerdem das fast 400 Jahre alte Teatro Farnese in Parma als Aufführungsort für Veranstaltungen des Verdi-Festivals genutzt. 2016 durfte Peter Greenaway hier Verdis Oper „Giovanna d’Arco“ inszenieren, 2017 war es Graham Vick, der mit Stiffelio ein weiteres Frühwerk des Komponisten zur Aufführung brachte.
Seit Beginn 2018 ist der Dirigent Roberto Abbado Musikdirektor des Festival Verdi.

## Zielsetzung
Das Festival Verdi hat sich zwei Ziele gesetzt: Zum einen, die Partituren Giuseppe Verdis wissenschaftlich so originalgetreu wie möglich vorzustellen, und zum anderen, sein Gesamtwerk zu pflegen. So wurde unter der Leitung von Professor Francesco Izzo, von der Universität Southampton ein wissenschaftliches Komitee gegründet, das die Programmauswahl und die originalgetreue Aufführung der Opern aus dem umfangreichen Repertoire Verdis unterstützt. Bis 2013, dem Jahr des 200. Geburtstages Verdis, hatten sich die Festivalorganisatoren zudem das Ziel gesetzt, alle Verdi-Opern in hoher Qualität aufzuführen und aufzuzeichnen.